# 马丹韦勒
马丹韦勒（法語：Martinvelle，法語發音：[maʁtɛ̃vɛl] ⓘ）是法国大東部大區孚日省的一个市镇，属于埃皮纳勒区。

## 地名
法语人名在日常人名译名以及《世界人名翻譯大辭典》、《法语姓名译名手册》等主流人名译名类书籍资料中多译作“马丁”，不过在《世界地名翻译大辞典》、《世界地名译名词典》和《法国地图册》等主流地名译名类书籍资料中多译作“马丹”。

## 地理
马丹韦勒（47°58'32"N, 5°59'51"E）面积24.73 平方千米，位于法国大東部大區孚日省，该省份为法国东北部内陆省份，北起默兹省和默尔特-摩泽尔省，西接上马恩省，南至上索恩省和贝尔福地区省，东临上莱茵省和下莱茵省。
与马丹韦勒接壤的市镇（或旧市镇、城区）包括：帕萨旺-拉罗谢尔、武热库尔、阿默韦勒、克洛东、索恩河畔蒙蒂勒、勒涅韦勒。
马丹韦勒的时区为UTC+01:00、UTC+02:00（夏令时）。

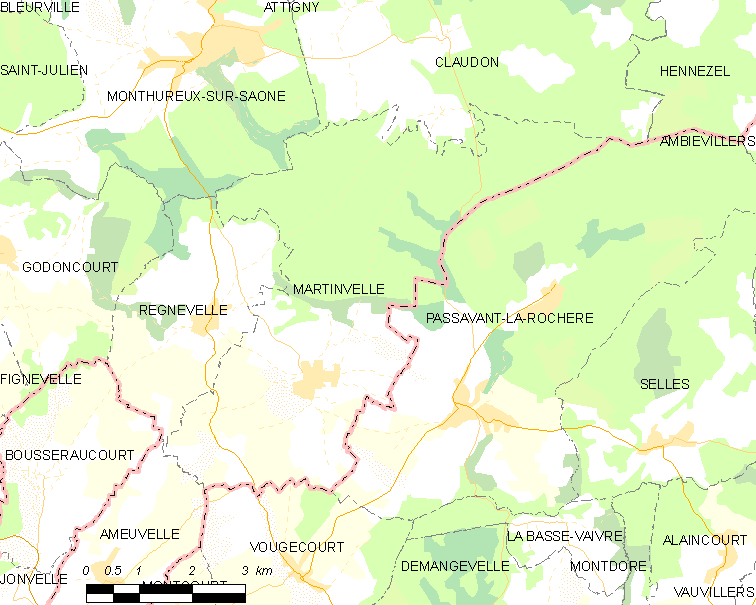
马丹韦勒的OSM定位图

## 行政
马丹韦勒的邮政编码为88410，INSEE市镇编码为88291。

## 政治
马丹韦勒所属的省级选区为达尔内县。

## 人口

1962-2008年间马丹韦勒人口变化图示

马丹韦勒于2022年1月1日时的人口数量为126人。